# Fugleliv i Danmark
Fugleliv i Danmark er en dansk dokumentarfilm fra 1952, der er instrueret af Henning Ørnbak efter manuskript af Jacob Paludan.

## Handling
Filmen giver en lyrisk skildring af dansk natur året igennem med hovedvægten lagt på fuglenes liv og færden; ikke alene de mest kendte fugle, men også sjældnere arter er det lykkedes fotografen at komme på nært hold. En væsentlig del af optagelserne er taget i fuglereservaterne.